# Nevralgia posterpetica
La  nevralgia posterpetica  è una sintomatologia dolorosa che può insorgere come conseguenza di un herpes zoster.
Solitamente il dolore neuropatico è localizzato nella stessa regione cutanea in cui si è sviluppata l'eruzione erpetica, ed in genere compare quando le lesioni cutanee sono in via di guarigione. Raramente è possibile che si manifesti una nevralgia in assenza di evidenti segni cutanei. Si parla in tal caso di zoster sine herpete.

La sintomatologia fastidiosa si può configurare come semplice prurito, formicolio o vero e proprio dolore e deriva dal danneggiamento delle vie nervose causato dal virus varicella-zoster (VZV) che è un virus neurotropo. I sintomi possono perdurare per diversi mesi o addirittura anni.

## Epidemiologia
L'incidenza della nevralgia posterpetica aumenta con l'età; nei soggetti giovani di età inferiore ai 50 anni si manifesta in circa il 20% dei casi di herpes zoster,  ma può salire fino al 70% nel caso di persone anziane non adeguatamente trattate.

Una terapia insufficiente o tardiva dell'herpes zoster aumenta il rischio di sviluppare una nevralgia posterpetica.

## Prevenzione
Per prevenire la possibilità di insorgenza di tale nevralgia bisogna:
- Utilizzare sufficienti dose di analgesici nella fase acuta
- Ridurre la reazione infiammatoria

## Sintomatologia
Il sintomo della nevralgia posterpetica è rappresentato da una sensazione fastidiosa di bruciore, prurito, disestesia (alterazione della sensibilità) o vero e proprio dolore. L'intensità dei sintomi è assai variabile; talvolta una sensazione di modesto formicolio di base è accompagnata da brevi recrudescenze con dolore di tipo trafittivo.

## Terapia
Trattandosi di una patologia caratterizzata da grande variabilità sintomatologica, anche il trattamento deve essere ottimizzato per il singolo paziente.
Prima di tutto dev'essere trattata in modo efficace e possibilmente tempestivo la patologia di base (herpes zoster) per ridurre l'incidenza e la gravità della nevralgia conseguente. 
Vengono utilizzati a tale scopo dei farmaci antivirali specifici tipo aciclovir e famciclovir.
Successivamente vengono impiegati farmaci antidolorifici tradizionali e farmaci attivi sul dolore neuropatico.